# ソフテック (アメリカ合衆国の企業)
ソフテック（SofTech, Inc.）は、かつてアメリカ合衆国マサチューセッツ州ローウェルに本社を置いていたコンピュータ用ソフトウェアを開発する会社。ダグラス・テイラー・ロスによって設立され、 Essig PLMによって買収された。
SofTech社は、1970年代にソフトウェアエンジニアリングツールやソリューション、製品ライフサイクル管理、製品情報管理、CAD CAMソリューションなどを提供する重要な会社であった。